# Jean-Pierre Secq
Jean-Pierre Secq, né le 20 septembre 1923 à Lille et mort le 18 avril 2013 à Lille, est un architecte français, auteur de nombreux projets caractéristiques du mouvement moderne dit « brutaliste ».

## Biographie
Après ses études d’architecture, Jean-Pierre Secq les poursuit à l’École nationale supérieure des beaux-arts de Paris.
Il y a obtenu 5 médailles :
- Histoire de l’architecture,
- Archéologie,
- Construction,
- Stéréotomie,
- le projet de 1re classe.

Il est retenu pour le prix du meilleur diplôme de l'année 1953-1954 qu'il validera avec succès.
Il travaillera ensuite dans l’atelier d’Emmanuel Pontremoli qui était, depuis 1932, Directeur de l'École nationale supérieure des beaux-arts.
Il a réalisé un grand nombre de projets dans les années 1960-70 dans la région lilloise et plus généralement dans le nord de la France.
Jean-Pierre SECQ est médaillé de la S.A.D.G. 

## Principaux projets
- 1961 : écoles primaires et maternelles, Wattignies.
- 1961-1962 : centrale (EDF), Dunkerque.
- 1962-1963 : aéroport de Lille-Lesquin.
- 1965-1968 : résidence 850 logements, centre commercial et foyer des jeunes, Lille sud.
- 1968-1969 : bureaux de la Sécurité Sociale, 2 rue d'Iena, Lille.
- 1966-1967 : confiserie « La pie qui chante », Wattignies.
- 1967-1968 : « Brasserie du Pélican », bureaux et embouteillage, Mons-en-Barœul.
- 1966-1971 : quartier des "Oliveaux", 2500 logements HLM, Loos.
- 1968 : lycée, Haubourdin.
- 1969 : gymnase, Loos.
- 1970 : bureaux de la Société des Eaux du Nord, Lille.
- 1970 : grande serre équatoriale du jardin botanique, Lille[1].
- 1970-1971 : domaine du moulin d’Ascq, 250 logements individuels, Villeneuve d'Ascq-Annapes.
- 1971 : Bureau central de la main d'œuvre (BCMO), Dunkerque.
- 1972-1974 : centre directionnel métropolitain « Le Forum » (25000 m2), 72/74 rue Gustave Delory, Lille.
- 1974 : extension de l’aérogare, Lille Lesquin.
- 1975-1976 : tour Mirabeau 53 logements, Loos.
- 1975 : église du Saint-Esprit, rue de Bordeaux, Faches-Thumesnil[2].
- 1976-1978 : construction de 501 logements collectifs HLM avec locaux commerciaux, Saint Saulve.
- 1980-1981 : église Saint-Jean-Baptiste, Saint Saulve.
- 1982 : halte garderie, Saint Saulve.
- 1983-1985 : espace international de sports et de loisirs (Sportica), boulevard Europe, Gravelines.
- 1986 : équipements communaux (bowling, patinoire, cinémas et centre d’hébergement), Gravelines.